# John Shaffer
John Wilson Shaffer (Lewisburg, 5 de junho de 1827 – Salt Lake City, 31 de outubro de 1870) foi um político e empresário norte-americano que serviu como 7º governador do território de Utah.

## Biografia
Nascido em Lewisburg, Pensilvânia, Shaffer era ativo na política republicana em Illinois. Em 1849, Shaffer se estabeleceu em Freeport, e se envolveu nos negócios mercantis. Então, em 1856, ele foi eleito xerife do condado de Stephenson, Illinois. Ele foi eleito escriturário e registrador do Tribunal do Circuito de Illinois no condado de Stephenson. Shaffer serviu no 15º Regimento de Infantaria Voluntária de Illinois durante a Guerra Civil Americana e depois serviu como intendente; sendo brigadeiro general breve quando a guerra terminou. Ele foi nomeado governador do território de Utah pelo presidente Ulysses S. Grant. Ele era conhecido por sua estrita oposição a qualquer indício de rebelião contra o governo federal, o que levou a preocupações com a população mórmon. Ele morreu repentinamente em Salt Lake City durante seu primeiro ano como governador.